# Verim (Póvoa de Lanhoso)
Verim is een plaats (freguesia) in de Portugese gemeente Póvoa de Lanhoso en telt 405 inwoners (2001).

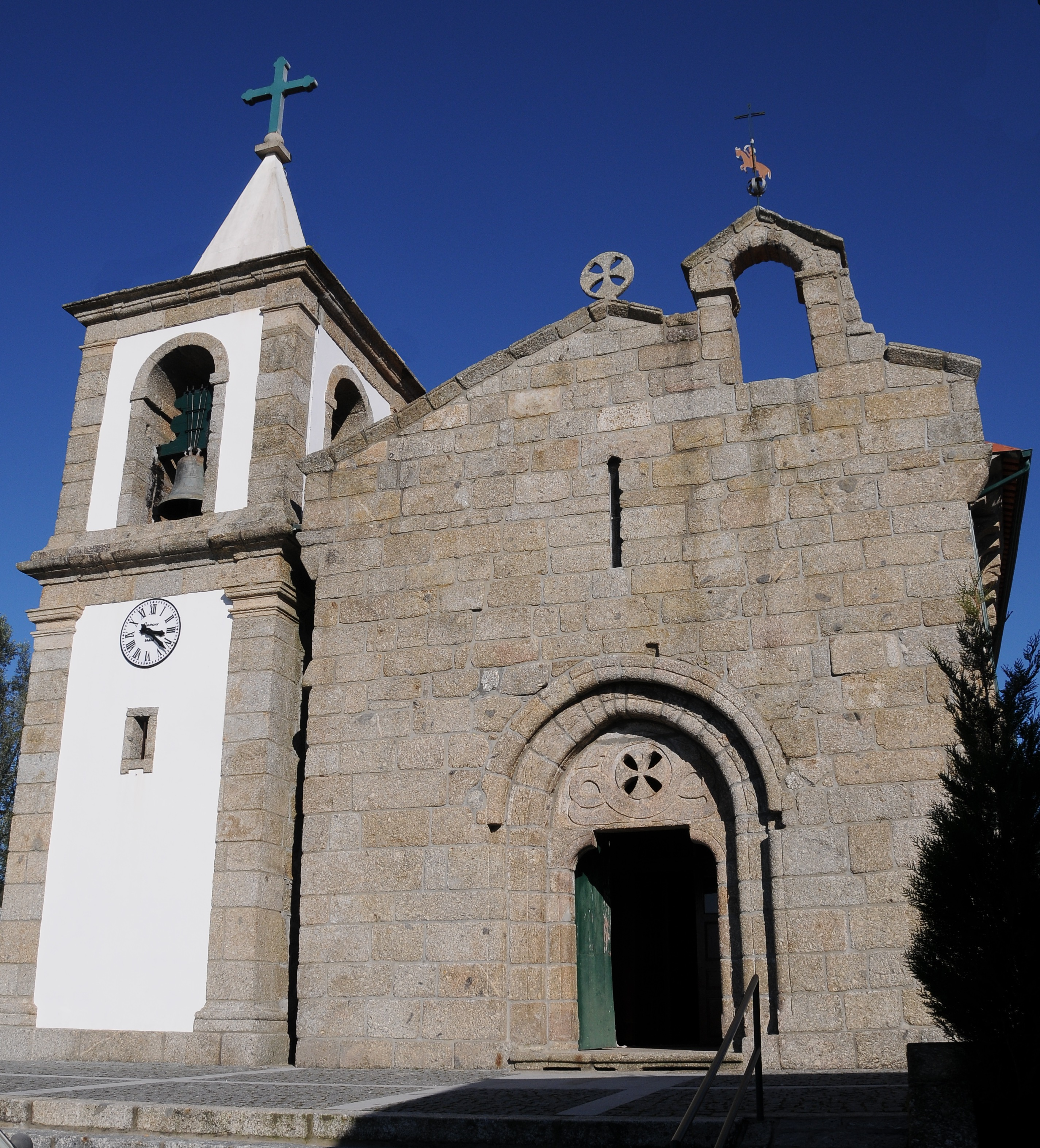